# Inquilinismo

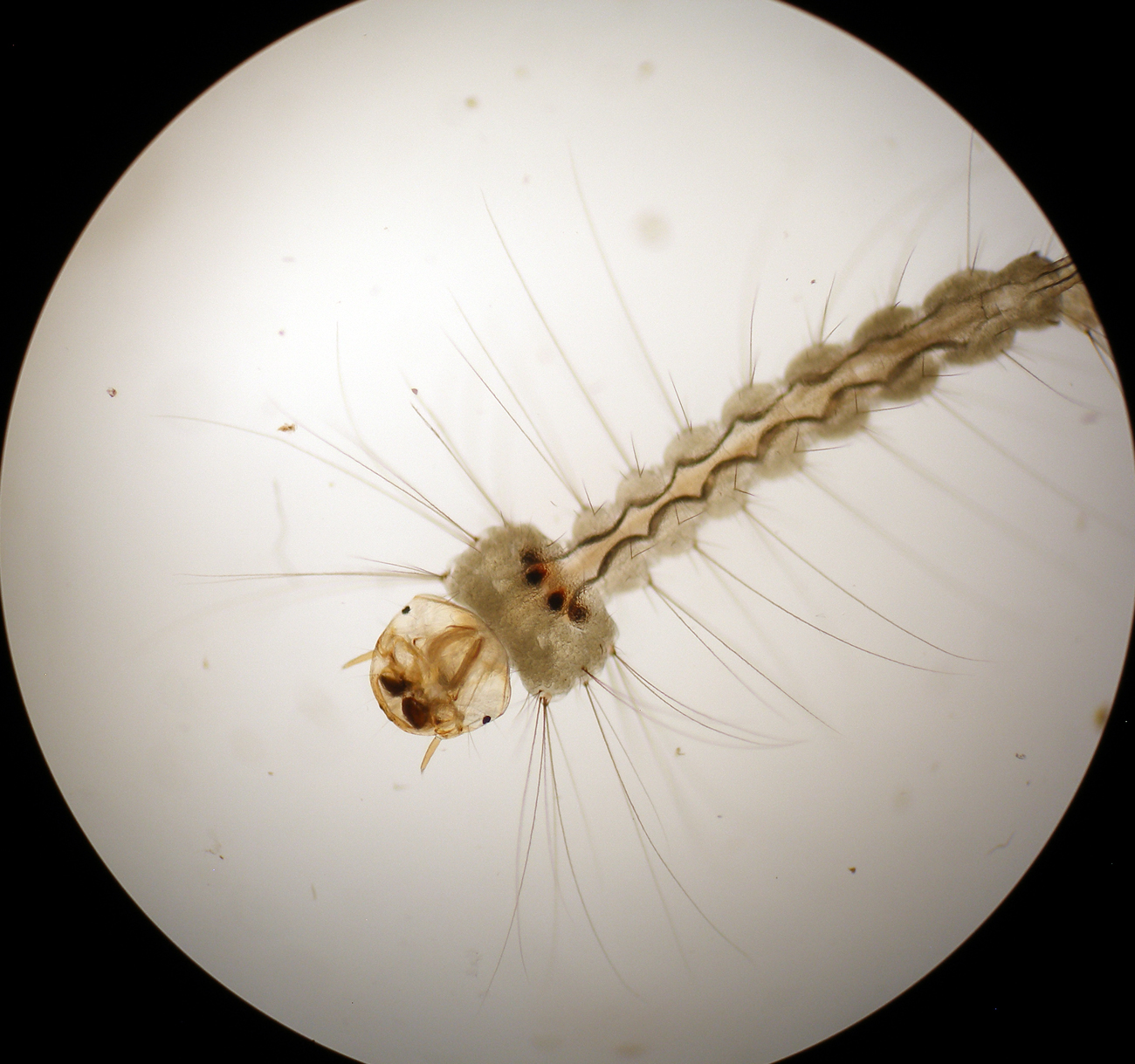
La larva del Wyeomyia smithii è un specie inquilina nelle foglie di ascidio della Sarracenia purpurea (ingrandimento 40X).

In zoologia ed ecologia (biologia), un inquilino (dal latino inquilinus, "inquilino" o "affittuario") è un animale che vive commensalmente nel nido, tana, o dimora di un animale di altra specie. Un esempio chiaro ed evidente di questa relazione interspecifica potrebbe essere quello di una ghianda di mare sopra la conchiglia di una cozza. Altro esempio potrebbe essere rappresentato da alcuni organismi come gli insetti che possono vivere nelle tane dei citelli nutrendosi degli avanzi, funghi, radici, ecc. la maggior parte dei tipi di inquilini largamente distribuita sono quelli trovati in associazione con i nidi degli insetti sociali, specialmente formiche e termiti — una singola colonia può sostenere dozzine di differenti specie di inquilini. La distinzione tra parassiti, parassiti sociali, e inquilini sono sottili, e molte specie possono soddisfare più di uno di questi criteri, come del resto gli inquilini mostrano molte delle stesse caratteristiche dei parassiti. Tuttavia, i parassiti non sono specificamente inquilini, poiché per definizione essi hanno un effetto deleterio sulle specie ospiti, contrariamente agli inquilini.
Il termine inquilino è stato anche applicato agli invertebrati acquatici che trascorrono tutta o parte del loro ciclo vitale nel phytotelma, strutture pregne d'acque prodotte dalle piante. Per esempio, organismi come Wyeomyia smithii, Metriocnemus knabi, Habrotrocha rosa sono tre invertebrati che fanno parte del microecosistema interno agli ascidi della Sarracenia purpurea.Anche la remora è un esempio di inquilinismo.